# Březsko (Slatina)
Březsko je zanikající dvůr ležící při silnici mezi Hedčany a Slatinou, 5 km východně od Kožlan, v katastrálním území Slatina u Chříče obce Slatina.
Dnes zaniklá vesnice s tvrzí je připomíná např. v roce 1529, kdy ji koupil Mikuláš Sviták z Landštejna jako součást krašovského panství od poručníků nezletilého Jetřicha Bezdružického ml. z Kolovrat. Další zmínka je z roku 1585, kdy Šebestian Lažanský z Bukové prodal Janu Týřovskému z Ensidle na Hřebečníkách a Skryjích dubjanské a chříčské statky, ale ponechal si Březsko, které Janu Týřovskému prodal až v roce 1604 se vsí Hlince a dalšími. Za třicetileté války byla ves zničena.
Později byl na jejím místě vystavěn hospodářský dvůr, který přetrval až do 20. století, kdy v něm mělo zemědělské družstvo své provozy. Jižně od silnice stojí jedna bytovka. V současnosti jsou objekty statku nevyužívané a chátrají včetně secesní vily.
Do roku 1785 spadal dvůr pod dolanskou farnost, později funkci lokálie plnila zámecká kaple sv. Jana Nepomuckého na Chříči.